# Oligonukleotid
Oligonukleotider är små molekyler som är uppbyggda av nukleotider, arvsmassans byggstenar. DNA- och RNA-sekvenser. Oftast är de mellan 2 och 20 baser långa. Oligonukleotider används ofta som sond för att detektera komplementära DNA- eller RNA-sekvenser.
Oligonukleotider används i Southern blot, DNA microarray, PCR (som primer) med mera.

## Terapeutiska oligonukleotider
Terapeutiska oligonukleotider är en typ av läkemedel som började utvecklas under 2010-talet för att behandla allvarliga genetiska sjukdomar. De riktar sig mot de gener i arvsmassan som behöver påverkas utan att förändra arvsmassan. Avbryter man behandlingen så försvinner dess verkan. Därför skall de inte förväxlas med genterapi, där målet är att ändra arvsmassan.
Gener är ofta koder för hur protein skall tillverkas som behövs i kroppen. Är en gen skadad eller förändrad via en mutation så förändras även det protein som skall tillverkas vilket kan ge följdsjukdomar. Istället för att behandla det nya proteinet kan terapeutiska oligonukleotider programmeras så att de stänger ner den skadade genens proteinproduktion samtidigt som de själva producerar det protein som kroppen behöver.
År 2021 fanns det tolv godkända terapeutiska oligonukleotid-läkemedel, och 150 som var under klinisk utveckling.